# Emily Hahn (schrijver)
Emily (Mickey) Hahn (St. Louis, 14 januari 1905 – New York, 18 februari 1997) was een Amerikaans schrijver en journalist. Ze wordt beschouwd als een vroege feminist.

## Vroege jaren
Hahn werd geboren als een van zes kinderen. Haar voorouders hadden een Joods-Duitse achtergrond. Haar moeder noemde haar Mickey, gebaseerd op een stripkarakter met de naam Mickey Dooley. Die naam werd door intimi overgenomen. In het tweede jaar van de middelbare school verhuisde het gezin naar Chicago.
Aanvankelijk was Hahn van plan om het algemene Bachelor of Arts-programma te volgen aan de Universiteit van Wisconsin-Madison. Zij besloot echter mijnbouw te studeren, nadat ze vanwege haar vrouwelijke afkomst geweigerd was bij een vak in die richting. Een hoogleraar vertelde haar dat het vrouwelijke brein niet in staat was om de mechaniek en de hogere wiskunde te begrijpen. Zij rondde de studie in 1926 als eerste vrouw succesvol af.
Hahn had al in 1924 samen met een vriendin genaamd Dorothy Raper een vierduizend kilometer lange reis gemaakt dwars door de Verenigde Staten. Dat deden ze in een Ford Model T, terwijl Hahn gekleed was als man. Hahn schreef haar zwager over haar reiservaringen. Die zwager stuurde de brieven zonder haar medeweten door naar het tijdschrift The New Yorker. De brieven werden met enthousiasme ontvangen, Hahn schreef tot een jaar voor haar dood voor The New Yorker.
Hahns reisde in 1930 naar Belgisch-Congo, waar ze voor het Rode Kruis werkte. Ze leefde twee jaar bij een pygmeeënstam, voordat ze Centraal-Afrika per voet doorkruiste. In 1930 publiceerde ze tevens haar eerste boek Seductio ad Absurdum: The Principles and Practices of Seduction -- A Beginner's Handbook, een boek over hoe mannen vrouwen het hof maken.

## China en Hong Kong
Haar meest enerverende jaren beleefde Hahn in de Chinese stad Shanghai, waar zij in 1935 naartoe vertrok. Zij ging naar China om verslag te doen van de strijd tussen de communisten en nationalisten. Aanvankelijk woonde ze in het hoerendistrict van Shanghai. Hahn oogde jongensachtig dankzij haar donkere, kortgeknipte haar. Dat effect werd versterkt doordat ze vaak broeken en colberts droeg. Ook had ze altijd een aapje bij zich genaamd Mr. Milss.
Vrij snel na haar komst had ze een affaire met de getrouwde Chinese dichter Shao Xunmei. Daarnaast onderhield ze waarschijnlijk een liefdesrelatie met de Irakees-Joodse vastgoedmagnaat Victor Sassoon. Van Sinmay kwam ze in contact met de beroemde Soong-zusters, over wie ze een biografie schreef. Een van hen was getrouwd met Sun Yat-sen, de andere twee met respectievelijk Chiang Kai-shek en H.H. Kung.
Na verloop van tijd verhuisde Hahn naar Hongkong. Daar kreeg ze een relatie met Charles Boxer, het lokale hoofd van de Britse militaire inlichtingendienst. Samen met de getrouwde majoor kreeg ze een baby die in oktober 1941 geboren werd. Een paar weken later viel Japan Hongkong binnen. Hahn werd niet geïnterneerd, omdat ze een document kon tonen waaruit bleek dat ze getrouwd was met Xunmei. Diens vrouw had daar mee ingestemd om zijn gezicht te redden.

## Terug naar de VS en Engeland
Hahn werd in 1943 gerepatrieerd naar de Verenigde Staten. Het boek China to Me dat zij in 1944 publiceerde over haar ervaringen werd een bestseller. Amerikaanse media berichtte dat Boxer zou zijn onthoofd. In 1945 keerde hij echter veilig terug uit krijgsgevangenschap en trouwde met Hahn. Zij gingen op het Engelse platteland wonen, waar Hahn in 1948 een tweede dochter kreeg. In Engeland kon Hahn echter niet goed aarden en zij betrok een appartement in New York. Man en kinderen bezocht zij sporadisch.
Hahn bleef voor The New Yorker schrijver en publiceerde boeken over onder andere Leonardo da Vinci, Aphra Behn, James Brooke, Fanny Bumey, D.H. Lawrence, Mabel Dodge Luhan en Chiang Kai-shek. In 1978 publiceerde zij haar controversiële boek Look Who's Talkin over taal tussen mens en dier. Zij overleed in 1997 als gevolg van de complicaties bij een operatie vanwege een verbrijzeld dijbeen.
- Bibsys: 90138518
- Bibliothèque nationale de France: cb135119549 (data)
- CiNii: DA0232814X
- Gemeinsame Normdatei: 124838545
- International Standard Name Identifier: 0000 0001 2284 080X
- Library of Congress Control Number: n50019689
- Bibliotheek van het Japanse parlement: 00442155
- Nationale bibliotheek van Australië: 35161535
- Nationale Bibliotheek van Israël: 987007262251205171
- Nederlandse Thesaurus van Auteursnamen: 069675767
- Istituto Centrale per il Catalogo Unico: SBLV292862
- SNAC: w6n31g4q
- Système universitaire de documentation: 030451167
- Trove: 847065
- Virtual International Authority File: 109635263
- WorldCat: E39PBJgX9PMTmDvkHvkbdhrrMP